# Numa F. Montet
Numa Francois Montet (* 17. September 1892 in Thibodaux, Louisiana; † 12. Oktober 1985 ebenda) war ein US-amerikanischer Politiker. Zwischen 1929 und 1937 vertrat er den Bundesstaat Louisiana im US-Repräsentantenhaus.

## Werdegang
Numa Montet besuchte die öffentlichen Schulen seiner Heimat einschließlich des Louisiana State Normal College in Natchitoches. Nach einem anschließenden Jurastudium an der Tulane University in New Orleans und seiner 1913 erfolgten Zulassung als Rechtsanwalt begann er in Franklin in diesem Beruf zu arbeiten. Im Jahr 1914 wurde er Kämmerer seiner Heimatstadt Thibodaux. Ein Jahr später wurde er juristischer Vertreter dieser Gemeinde.
Politisch war Montet Mitglied der Demokratischen Partei. Zwischen 1916 und 1920 saß er als Abgeordneter im Repräsentantenhaus von Louisiana. In den Jahren 1924 und 1932 nahm er als Delegierter an den jeweiligen Democratic National Conventions teil. 1924 bewarb sich Montet erfolglos für das Amt des Attorney General von Louisiana. 1925 wurde er amtierender Bezirksstaatsanwalt im 20. Gerichtsbezirk seines Staates. Schließlich fungierte er in den Jahren 1928 und 1929 als Berater der Autobahnkommission von Louisiana.
Nach dem Tod von Whitmell P. Martin wurde Montet bei der fälligen Nachwahl für den dritten Sitz von Louisiana als dessen Nachfolger in das US-Repräsentantenhaus in Washington, D.C. gewählt, wo er am 6. August 1929 sein neues Mandat antrat. Nach drei Wiederwahlen konnte er bis zum 3. März 1937 im Kongress verbleiben. Im Jahr 1933 wurden dort der 20. und der 21. Verfassungszusatz verabschiedet. Während Montets Zeit im US-Repräsentantenhaus wurden dort seit 1933 viele der New-Deal-Gesetze der Bundesregierung unter Präsident Franklin D. Roosevelt beraten und in Kraft gesetzt.
1936 wurde Montet von seiner Partei nicht mehr für eine weitere Amtszeit im US-Repräsentantenhaus nominiert. In den folgenden Jahren praktizierte er wieder als Anwalt. Numa Montet verstarb am 12. Oktober 1985 in seinem Geburtsort Thibodaux im Alter von 93 Jahren.